# Katja Paskaleva
Katja Paskaleva (bulharsky: Катя Паскалева; 18. září 1945 Petrič - 23. července 2002 Sofie) byla bulharská herečka. Proslavila se zejména hlavní rolí Marie v historickém snímku Kozí roh (Kozijat rog), který získal zvláštní cenu poroty na Karlovarském festivalu v roce 1972. Stejného ocenění se roku 1976 dostalo i snímku Vilová čtvrť (Wilna Zona), kde Paskaleva ztvárnila hlavní roli Stefky.
Vystudovala herectví na Národní akademii divadelních a filmových umění v Sofii. Absolvovala roku 1967, pod vedením Metodi Andonova. Nastoupila pak do divadla v Pazardžiku. Později přešla do Sofijského městského divadla. Roku 1985 přestoupila do divadla satiry Aleko Kostantinova. Roku 1974 získala titul zasloužilý umělec.